# Аматланский сапотекский язык
Аматланский сапотекский язык (Amatlán Zapotec, Dizhze, Zapoteco de San Cristóbal Amatlán, Zapoteco del Noreste de Miahuatlán) — сапотекский язык, на котором говорят в двух городах в восточной части округа Мьяуатлан на юге штата Оахака в Мексике.
У аматланского сапотекского языка есть 2 диалекта — сан-кристобал-аматланский и сан-франсиско-логече.
Алфавит на латинской основе: A a, Aa aa, B b, C c, Ch ch, D d, E e, Ee ee, F f, G g, I i, Ii ii, J j, L l, M m, N n, O o, Oo oo, P p, Qu qu, R r, S s, T t, U u, Uu uu, W w, X x, Y y, Z z, Zh zh, '.